# CS Politehnica Iași (baschet)
CS Politehnica Iași este un club de baschet din Iași, România, fondat în anul 1967. Cea mai bună performanță din istoria clubului este clasarea pe locul 3 a campionatului național în sezonul 1997-1998. Echipa de aur a acelor ani era alcătuită din Costel Moscalu,  Cătălin Burlacu, Cristian Murgoci, Mitică Anghel, Viorel Nănescu, Dumitru Gheorghiu, Dan Popa, Sașa Șestopal, Serghei Mirișevski, Oleg Doroș, Sașa Scutelnic, Ivo Petovic și condusă de Dragan Petricevic, antrenor principal și secunzii Radu Boișteanu și Petre Măgurean. În prezent, echipa evoluează în Liga Națională de Baschet.

## Palmares
- Locul 3 - Liga Națională de Baschet Masculin: 1998